# CoVLP
CoVLP（商品名：Covifenz）は、メディカゴとグラクソ・スミスクライン（GSK）が開発していたCOVID-19ワクチンである。

## 概要
タバコ属の植物の葉にコロナウイルスの遺伝子情報を含む液体を染み込ませ、葉を育てる過程でワクチンの元となるウイルス様粒子を培養するもので、従来のRNAワクチンとは異なる。短期間で大量生産することが可能、摂氏2度から8度の冷蔵で流通が可能、植物由来であることから安全性にも優れているといった利点がある。また、変異株であるデルタ株やガンマ株への有効性も確認されている。
2023年2月、田辺三菱製薬はワクチンの商用化を断念しメディカゴの事業撤退を発表した。

## 評価
2022年2月、カナダで承認された。
日本では9月までに承認を目指していた。

### WHO
世界保健機関（WHO）は、メディカゴ社がアメリカのタバコメーカーであるフィリップ・モリスから出資を受けていることから、緊急承認の手続きを停止している。なお、フィリップ・モリスはメディカゴの株式のうち21パーセントを保有、残る79パーセントは日本の田辺三菱製薬が保有している。
日本禁煙学会理事長の作田学は「タバコ産業の製薬企業の出資は収益多角化に加え、公衆衛生への貢献による企業イメージ向上を目指す目的が多く、たとえパンデミック対応の医薬品であってもWHOはタバコ産業の関与を拒絶する必要がある」とし、賛意を送った。一方、大阪大学の山口義晃特任准教授は「WHOの承認は途上国や国際機関にお墨付きを与える役割があり、影響力は大きい」と分析しつつも「たばこ企業などの資本が審査に影響するのであれば、より明確な基準を示すべきである」と指摘している。